# Carpinteria
Carpinteria est une municipalité de Californie située au sud-est du comté de Santa Barbara.

## Histoire
Avant l'arrivée des espagnols, la région était occupée par le peuple Chumash. Ils la nommèrent Mishopshnow, qui signifie correspondance (parce que la région était un centre de commerce important).
Le nom espagnol de Carpintería (atelier de charpenterie en française) provient des premiers militaires espagnols qui visitèrent la région pendant le dix-huitième siècle. Les militaires appartenant à l'expédition de Gaspar de Portolà en 1769 y remarquèrent les amérindiens fabriquant leurs canoës en les scellants de la poix d'une fosse proche de goudron,.
La plage de Carpinteria était nommée comme une plage de l'État de California en 1933.

## Démographie
| 1950  | 1960  | 1970  | 1980   | 1990   | 2000   |
| ----- | ----- | ----- | ------ | ------ | ------ |
| 2 864 | 4 998 | 6 982 | 10 835 | 13 747 | 14 194 |

| 2010   | - | - | - | - | - |
| ------ | - | - | - | - | - |
| 13 040 | - | - | - | - | - |